# Naturschutzgebiet Buchenalthölzer nördlich des oberen Flamecketales
Das Naturschutzgebiet Buchenalthölzer nördlich des oberen Flamecketales mit 42,6 ha Flächengröße liegt nordöstlich von Sundern und im Hochsauerlandkreis. Das Gebiet wurde 2019 mit dem Landschaftsplan Sundern durch den Kreistag des Hochsauerlandkreises als Naturschutzgebiet (NSG) ausgewiesen. Ab 1993 war es als Teils vom Landschaftsschutzgebiet Sundern ausgewiesen. Das NSG besteht aus drei Teilflächen. Das NSG ist meist von Fichtenwald umgeben der zum Landschaftsschutzgebiet Sundern gehört.

## Beschreibung
Beim NSG handelt es sich um drei Altbuchenbestände. Der Landschaftsplan führt zum NSG aus: „Auf der mittleren Teilfläche an einem südlich exponierten Berghang befinden sich hangabwärtsentlang zwei tiefeingeschnittener Siepen. In diesem Altbuchenbestand sind einzelstammweise Eichen beigemischt. Am Bergoberhang und zwischen den Siepen sind auch Fichten beigemischt. Die Strauchschicht setzt sich vornehmlich aus einer gut entwickelten Buchennaturverjüngung zusammen. Die Krautschicht ist oft weniger dicht. In Bachnähe jedoch artenreicher ausgebildet. Lokal und nur kleinflächig finden sich Quellfluren. Die östliche Teilfläche ist ein Altbuchenbestand mit stark strukturierter Buchennaturverjüngung. Der zergliederte Buchenwald in vorwiegend westlicher Exposition besteht aus mittlerem bis starkem Baumholz. Die Krautschicht ist hier von geringem Deckungsgrad.“

## Schutzzweck
Laut Landschaftsplan erfolgte die Ausweisung zum:
- „Schutz und Erhaltung naturnaher Laubwälder mit Quellsiepen;“
- „Sicherung der Wildnisgebiete WG-HSK-0011-02 und WG-HSK-0012-04.“
- „Das NSG dient auch der nachhaltigen Sicherung von besonders schutzwürdigen Lebensräumen nach § 30 BNatschG und von Vorkommen seltener Tier- und Pflanzenarten.“[2]